# Legenda No. 17
Legenda No. 17 (ros. Легенда № 17) – rosyjski dramat biograficzny w reżyserii i według scenariusza Nikołaja Lebiediewa.
Prapremiera filmu odbyła się 10 kwietnia 2013 roku.
Za plenery przy realizacji filmu posłużyły: Moskwa, Mińsk (Białoruś), Nawarra (Hiszpania).

## Fabuła
Film opowiada historię radzieckiego hokeisty, Walerija Charłamowa (1948–1981), od dzieciństwa aż do przedwczesnej śmierci. Akcja rozpoczyna się 2 września 1972 roku na turnieju Summit Series w Montrealu, w którym zmierzyły się reprezentacje Kanady i ZSRR.
W filmie jedną z ról zagrał syn Charłamowa, Aleksandr.

## Obsada
- Daniła Kozłowski – Walerij Charłamow
- Swietłana Iwanowa – Irina Charłamowa, żona Walerija
- Borys Szczerbakow – Boris Charłamow, ojciec Walerija
- Alejandra Grepi – Begonija Charłamowa, matka Walerija
- Darja Jekamasowa – Tatjana Charłamowa, siostra Walerija
- Oleg Mieńszykow – Anatolij Tarasow
- Nina Usatowa – lekarz
- Roman Madianow – Władimir Alfier
- Götz Otto – Kanadyjczyk
- Władimir Mieńszow – Bałaszow
- Aleksandr Charłamow – Wład
- Aleksandr Łobanow – Aleksandr Gusiew
- Aleksandr Ragulin mł. – Aleksandr Ragulin
- Dienis Sierdiukow – Aleksandr Malcew
- Walentin Smirnicki – przewodniczący
- Nikita Emszakow – Aleksiej
- Artiom Fiedotow – Władimir Pietrow
- Siergij Gienkin – Boris Kułagin
- Pawieł Nikitin – Nikołaj Ozierow
- Aleksandr Jakowlew – Wsiewołod Bobrow
- Timur Efriemienkow – Boris Michajłow
- Aleksandr Pachomow – Władisław Trietjak
- Daniel Olbrychski – Janusz Petelicki, menedżer z NHL
- Jurij Bjerkun – Oleg Bjełakowski
- Anna Arszawa – kusicielka z restauracji w Czekarbulu
- Javier Alcina – Miguel
- Swietłana Migunowa – dziennikarska kanadyjska
- Andrej Runtso – Bobby Clarke (oraz sceny kaskaderskie)